# 弗勒尼
弗勒尼（法語：Vregny）是法国皮卡第大区埃纳省的一个市镇，属于苏瓦松区埃纳河畔瓦伊县。该市镇2009年时的人口为93人。

## 人口
弗勒尼人口变化图示
| 数据来源：INSEE |